# Aackosoft
Aackosoft (Aackosoft International B.V.) was een Nederlandse ontwikkelaar en uitgever van videogames in de jaren 80 (1983 - 1988) die werd opgericht door Paul van Aacken en Guurt Kok. Het bedrijf uit Leiden (later verhuisd naar Zoeterwoude en Leiderdorp) bracht spellen uit voor diverse homecomputers zoals de Commodore 64, de Atari 8 bit-familie, de Sinclair ZX81,  Sinclair ZX Spectrum en de MSX-computers en was een van de grootste publishers voor het MSX-platform. Naast games ontwikkelde het ook boekhoudsoftware en educatieve software voor de MSX. Als gevolg van de afgenomen populariteit van de MSX vroeg Aackosoft in 1988 faillissement aan.
Aackosoft bracht software onder verschillende labels uit. Naast de eigen Aackosoft merknaam verscheen software onder de labels Aackosoft Edusystems (voor de educatieve titels), Eaglesoft (voor budget-titels op cassettes), Eurosoft, Methodic Solutions en The ByteBusters (dat ook de naam was van het programmeerteam van Aackosoft). Ook publiceerde Aackosoft diverse buitenlandse software onder licentie in Nederland. Deze werden door Aackosoft zelf gedupliceerd en voorzien van een Nederlandse verpakking en handleiding. Slechts zelden werd buitenlandse software vertaald naar het Nederlands. Een voorbeeld van een in het Nederlands vertaalde titel is het Jeff Minter spel Turboflex voor de Atari 8 bit-familie.
De meeste van Aackosofts games zijn klonen (of zelfs vrijwel regelrechte kopieën) van bekende arcade games van anderen, zoals Boom! (Galaxian), Hopper (Frogger), MacAttack (BurgerTime), Oh Shit! (Pac-Man), Scentipede (Centipede), Jet Bomber (Zaxxon), Moon Rider (Moon Patrol), Space Busters (Space Invaders), Break In (Breakout), Snake It (Snake) en Robot Wars (Berzerk). Originelere titels zijn onder meer Life in the Fast Lane, Kick It!, Drome, Skooter, Time Curb, Sprinter/The Train Game, North Sea Helicopter en Ultra Chess.

## Lijst van games

### Atari 8 bit-familie
- Aackoboek
- Aackosort
- Aackotax[5]
- Airwolf
- Atari Cassette Enhancer
- Atari Micro Instructie Snelstart Cassette
- Atari Smash Hits - Volume 1
- Attack of the Mutant Camels
- Astro Chase
- BC's Quest for Tires
- Bismark
- Boulder Dash
- Bounty Bob Strikes Back!
- Colossus Chess
- Colossus Chess 3.0
- Computer War
- Desmond's Dungeon
- Forth
- Hijack
- Homeword
- Hover Bovver
- Invasion
- Machine Code Tutor
- Monster Smash
- Oil's Well
- Planetfall
- See saw scramble
- Silicon
- Soft count
- Softnote
- Spy vs Spy
- Stealth
- Submarine Commander
- Tank Commander
- The Fall of Rome
- The Print Shop
- Turboflex
- Ultima II

### Commodore 64
- Aackobase
- Aackosort
- Aackotax[5]
- Airwolf
- Alien
- Ankh
- Aqua Racer
- Astro Chase
- Aztec
- BC II: Grog's Revenge
- BC's Quest for Tires
- Bazooka Bill
- Beach-Head II: The Dictator Strikes Back
- Boulder Dash
- Boulder Dash II: Rockford's Revenge
- Bounty Bob Strikes Back!
- CAD 64
- Cohen's Towers
- Colossus Chess 4
- Dawn Patrol
- Desert Fox
- Donald Duck's Playground
- Enigma Force
- Fight Night
- Flight Deck
- Hardball!
- Heist, The
- Ice Palace
- Infiltrator
- Java Jim in Square Shaped Trouble
- Kinetic Connection
- Law of the West
- Leaderboard Golf
- Nederlandsche Spoorwegen 3737
- Nexus
- Oil's Well
- Orc Attack
- Psi-5 Trading Company
- Quake Minus One
- Raid on Bungeling Bay
- River Rescue
- Rock'n Wrestle
- Spitfire '40
- Sprinter
- Spy vs. Spy
- Star Seeker
- Stunt Flyer
- Superman: The Game
- Tales of the Arabian nights
- The Print Shop
- Tower of Despair
- Wing Commander

### Sinclair ZX Spectrum
- 4 Adventure Games
- Aackoboek
- Aackocalc
- Aackosort
- Aacko Super Tool
- Aackotax[5]
- Aackotext
- Account
- Adventure F: Eye of Brain
- Android Two
- Arcadian, The
- Automania
- Combat Zone, 3D
- Corriders of Genon
- Dimension Destructors
- Drawmaster
- Enigma Force
- Fall Guy
- Frenzy
- Golf
- Gulpman
- Gun Law
- Invaders
- Invasion Force
- Jumbo, Stoomlok 3737
- Legends of the Amazon Woman
- Light Magic
- Masterfile
- MF-Paint
- Minicalc
- Mini Infor
- Nightmare Park
- Oh Shit!
- Psychedelia
- Radix VII
- Seekey
- Softek 'Super C' Compiler
- Space Resque
- Specbug
- Spectool
- Spectrum/64 Tape Computing No. 0
- Spectrum Chess
- Spectrum Computing 09
- Spectrum FORTH
- Spectrum Micro Chess
- Spectrum Voice Chess
- Sprinter
- Spy Story
- Star Quest
- Star Seeker
- Time-Gate
- Traxx
- Trisom Compiler 100.01
- Velnor's Lair

### MSX
- 1985 aackotax-belastingprogramma[5]
- 1987 belastingprogramma
- 1988 belastingprogramma
- 737 Flight Simulator
- Aacko Presto
- Aackobase
- Aackobase II
- Aackoboek
- Aackocalc
- Aackodesk
- Aackoscribe
- Aackotext
- Aackotext II
- Alien 8
- Boom!
- Boulder Dash
- Boulder Dash II - Rockford's Revenge
- Brian Jacks Superstar Challenge
- Bytebusters
- Chuckie Egg
- City Connection
- Come on! picot
- Compilation Tape 2
- Dawn Patrol (MSX)
- Debugger
- Dug Out (unreleased)
- Eat it!
- Eggy
- Elidon
- Edusom - Rekenen spelenderwijs
- Fin. Pack
- Flight Deck 1
- Flight Deck II
- Game Pack I
- Game Pack II
- Head Alignment Kit
- The Heist
- Hopper
- Hustler
- Jet Bomber
- Jet Fighter
- Kaereltje Leert Wiskunde (wiskunde I)
- Kaereltje de Cargadoor (rekenen)
- Kaereltje de Kunstenaar (Tekenen)
- Kick It!
- Knight Lore
- MS Base
- MS Text
- MSX Compilation 1
- MSX Compilation 2
- MSX Compilation 3
- MSX Compilation 4
- MSX Compilation 5
- MSX Compilation 6
- MSX Compilation 7
- Mastervoice Wordstore
- Maths Invaders
- Mazes Unlimited
- Moonrider
- MuSiX
- North Sea Helicopter
- Oh Shit!
- Psychedelia
- Robot Wars
- Scentipede
- Skramble
- Space Busters
- Speedboat Racer
- Sprite Editor
- Supersellers 1
- Ultra Chess
- Wordstore+
- Wreck, The

### Oric-1
- Aackosort

### Sinclair ZX81
- Cassette 1 (Bug splat, Bouncing letters, Code Break, Robotos, Basic Hangman, Invaders, React, Phantom Aliens, Maze of Death, Planet Lander, ZX Chess, Maze of Death)
- Defender, 3D
- Frogs
- George
- Gulp 2
- Invaders/Star Trek
- Transcoder